# Flores (canção de Vitão e Luísa Sonza)
"Flores" é uma canção dos cantores brasileiros Vitão e Luísa Sonza. Foi escrita por Vitão com Los Brasileiros, que também produziu a canção. Foi lançada através das gravadoras Head Media e Universal Music Brasil em 12 de junho de 2020.

## Antecedentes
As especulações sobre a canção começaram em 7 de junho de 2020, após Vitão e Sonza terem sido flagrados juntos. Logo depois Sonza postou um vídeo da música “Bomba Relógio”, também gravada com o cantor. Em 8 de junho, Sonza esclareceu que um projeto com o cantor seria lançado em breve. Em 11 de junho, Sonza e Vitão postaram uma selfie de polaroid nas redes sociais com a legenda "🌸🌸🌸".

## Desempenho nas tabelas musicais
| País — Tabela musical (2020) | Melhor posição |
| ---------------------------- | -------------- |
| Brasil (Top 10 Streaming)    | 2              |
| Portugal (AFP)               | 18             |

| País — Tabela musical (2020) | Melhor posição |
| ---------------------------- | -------------- |
| Brasil (Top 50 Streaming)    | 7              |

## Vendas e certificações
| Região                                                        | Certificação | Vendas  |
| ------------------------------------------------------------- | ------------ | ------- |
| Portugal (AFP)                                                | Ouro         | 10.000‡ |
| ‡vendas+valores de streaming baseados somente na certificação |              |         |